# قزلداش سفلی
قزلداش سفلی، روستایی است از توابع بخش صفاییه و در شهرستان خوی استان آذربایجان غربی ایران.

## جمعیت
این روستا در دهستان سکمن‌آباد قرار داشته و بر اساس سرشماری سال ۱۳۸۵ جمعیت آن ۷۶ نفر (۱۲ خانوار)
بوده‌است.